# Vitória Frate
Vitória Frate (Rio de Janeiro, 20 de maio de 1986) é uma atriz e artista plástica brasileira.

## Carreira
Estreou no cinema no longa-metragem Era uma Vez... e ficou conhecida na televisão ao interpretar a rebelde jovem Júlia Cadore em "Caminho das Índias", da Rede Globo.
No ano de 2012, começou a dedicar-se ao desenho. Posteriormente, em 2014, enveredou pela pintura, espalhando seu trabalho lúdico e colorido por telas e muros de cidades como Rio de Janeiro, São Paulo, Lisboa e Berlim. Sua primeira exposição individual, "Contornos da Falta", aconteceu no ano de 2015.
Em 2016 exibiu a mostra "Vitória Frate em 14 capítulos" no Centro de Exposições Dom Quixote, no Rio de Janeiro, na qual explorava um olhar intrigante e singular sobre as multidões.
Em 2018 fez sua primeira exposição em Lisboa (Portugal), intitulada "Nau", no Espaço Espalho D'água -- um processo de ateliê aberto onde Vitória desenvolveu os quadros aos olhos do público.

## Vida pessoal
Descendente de albaneses e negros, foi casada com o ator Pedro Neschling, com quem teve sua primeira filha, Carolina Frate Neschling, nascida de parto normal, no Rio de Janeiro, em 18 de maio de 2017. Se separaram em maio de 2020

## Filmografia

### Televisão
| Ano       | Projeto              | Papel                    | Notas                 | TV        |
| --------- | -------------------- | ------------------------ | --------------------- | --------- |
| 2009      | Caminho das Índias   | Júlia Cadore             | Antagonista           | TV Globo  |
| 2010-2011 | Bicicleta e Melancia | Diana                    | Protagonista          | Multishow |
| 2014      | Só Garotas           | Fernanda                 | Protagonista          | Multishow |
| 2022      | Sangue Oculto        | Vanda Corte Real (Jovem) | Participação Especial | SIC       |

### Cinema
| Ano  | Filme          | Personagem  |
| ---- | -------------- | ----------- |
| 2008 | Era Uma Vez... | Nina        |
| 2010 | Léo e Bia      | Cachorrinha |

## Teatro
| Ano  | Peça                                                   | Personagem | Notas | Ref.   |
| ---- | ------------------------------------------------------ | ---------- | ----- | ------ |
| 2010 | Estragaram todos os meus sonhos, seus cães miseráveis! |            |       | [ 13 ] |
| 2011 | Alguém Acaba de Morrer Lá Fora                         |            |       |        |
| 2012 | Como Nossos Pais                                       |            |       | [ 14 ] |
| 2013 | A Hora do Poço ou a Boca do Céu                        |            |       | [ 15 ] |